# 締め切り大堤防
締め切り大堤防（しめきりだいていぼう、オランダ語: Afsluitdijk、アフスライトダイク（オランダ語: [ˈɑfslœydɛik] ( 音声ファイル); 西フリジア語: Ofslútdyk; オランダ低ザクセン語:Ofsluutdiek; 英語: "Closure Dyke"）は、オランダ北部にある世界最大級の堤防で、アイセル湖と北海（ワッデン海）を仕切るためのものである。アフスリュイド堤防ともいう。
1927年に着工し1932年に完成、全長32 km、全幅90 mである。堤体の当初の高さは海抜7.25 m。

## 概要

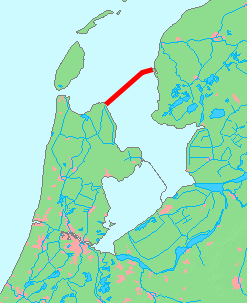
位置図

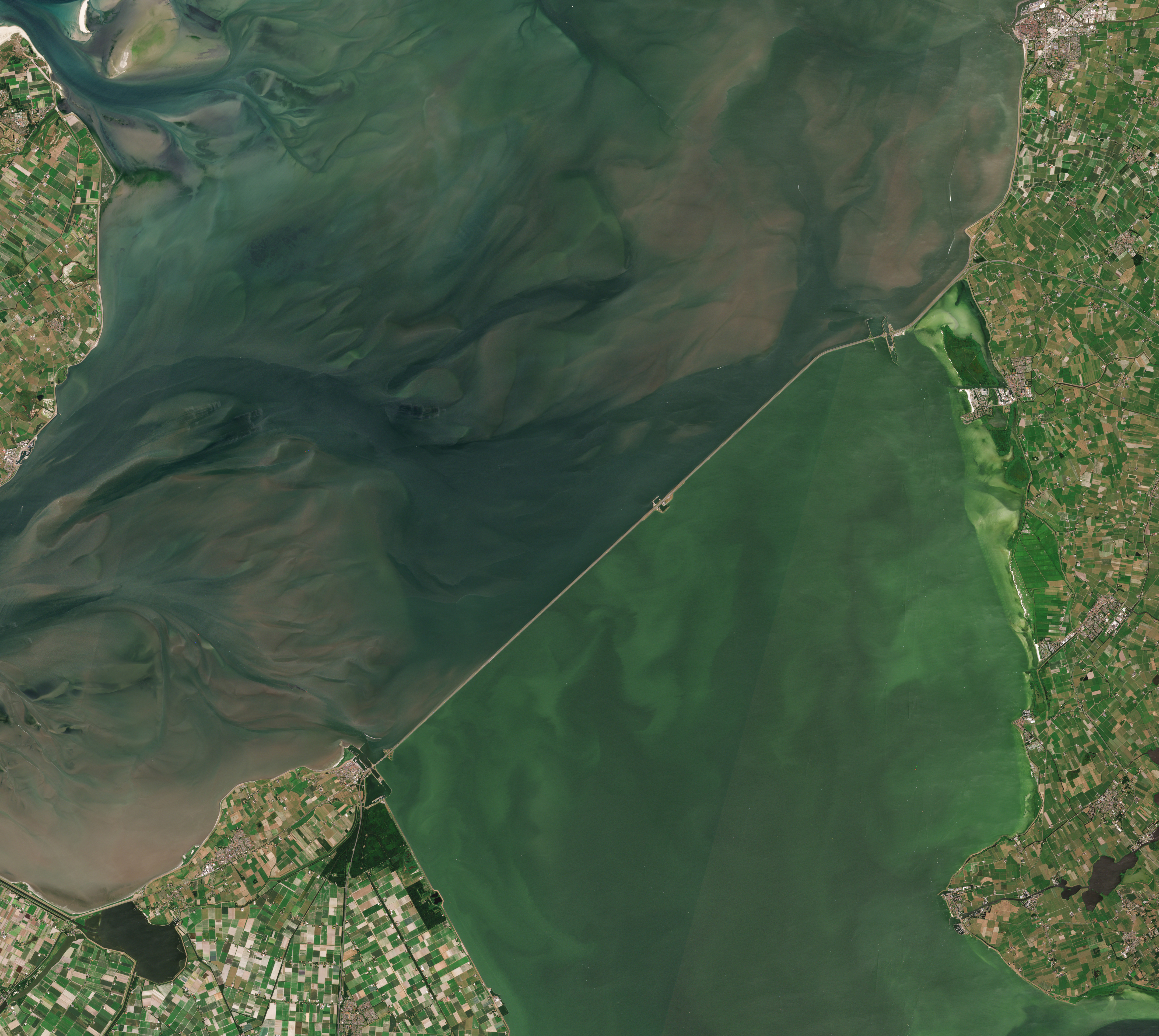
締め切り大堤防（中央の堤防）
上がワッデン海、下がアイセル湖（衛星画像）

オランダ語の名称は、"Afsluit"（閉鎖、締め切り）と"Dijk"（堤防）という2つの単語から成り立っていて、日本語名称もそこから来ている。
この堤防は、ゾイデル海開発プロジェクトの一環であり、かつてゾイデル海（湾）であったアイセル湖を、外海である北海（厳密には北海に繋がるワッデン海）から仕切っている。
淡水化し水位を下げたアイセル湖の4箇所では以下の大干拓地が造成された。
- 北ホラント州のウィーリンガーメーア（Wieringermeer）（英語）
- フレヴォランド州の北東ポルダー（Noordoostpolder）、東フレヴォランドと南フレヴォランド（現在のアルメレ、レリスタット、ドロンテン、ゼーヴォルデの各基礎自治体）である。

堤防の南西端は北ホラント州の旧基礎自治体ヴィーリンゲン（英語）（Wieringen）、東北端はフリースラント州のウォンセラデール基礎自治体（Zurich 村）である。
ゾイデル海開発は北海のかつての内湾の干拓を目指し、この堤防はその基本部分である。新しい道路を築き、オランダ国内の北部と西部を結ぶ陸上交通の向上も目標の一つであった。

## 沿革

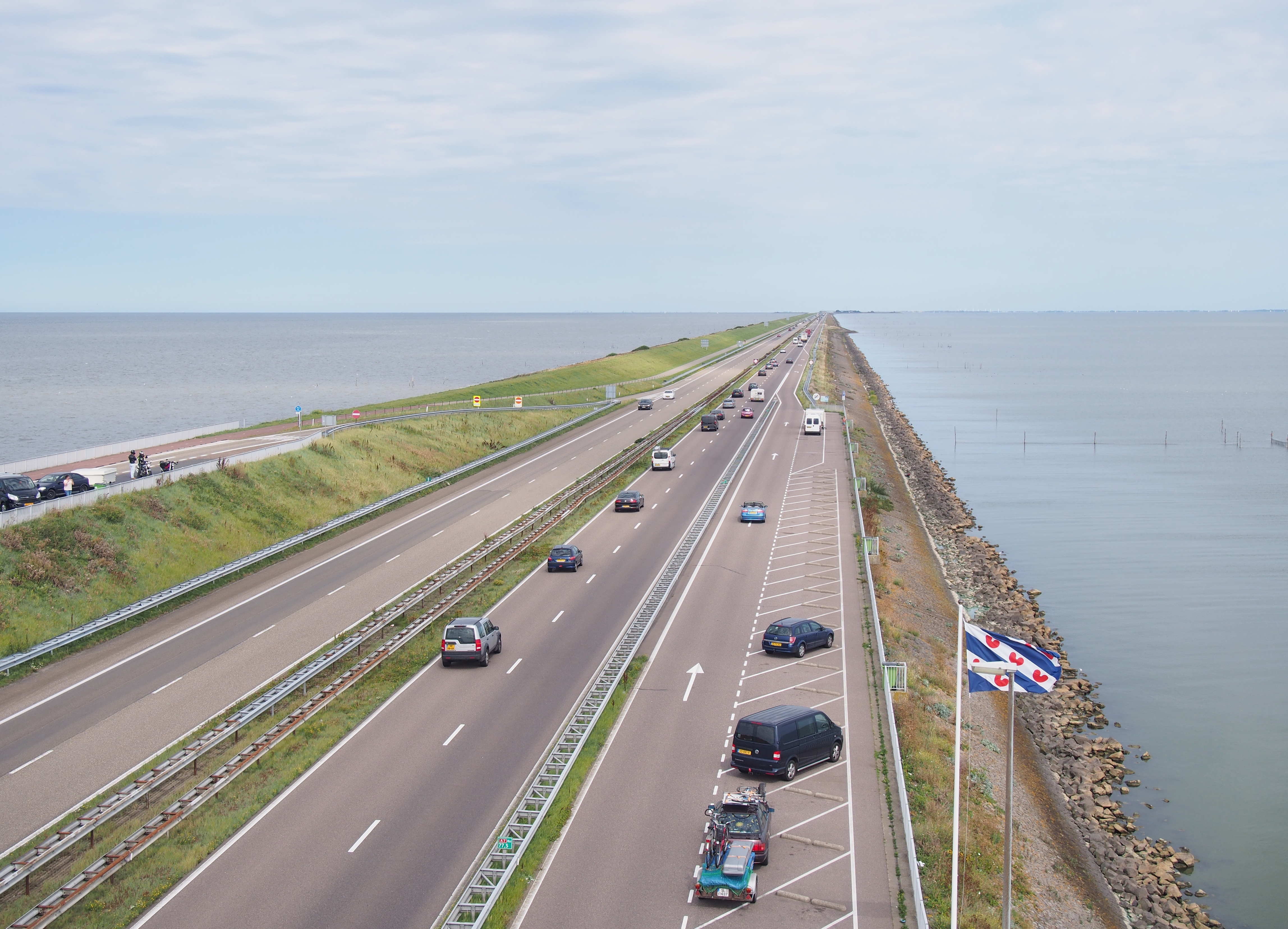
堤体を挟むワッデン海（左）アイセル湖（右）

### 建設の始まり

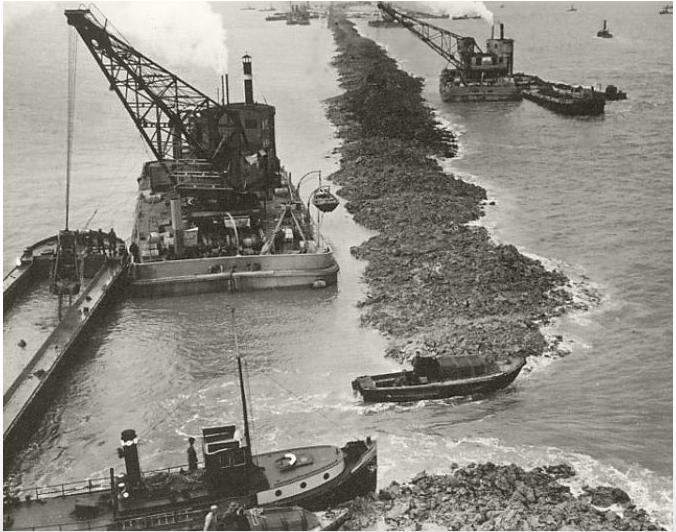
水面の最後の区間を埋める

大締め切り堤防が1932年に竣工し、内海を外海から切り離すまで、オランダ国内の5つの基礎自治体を結ぶには広い内海をわたる水上交通に限定されていた。この内海はオランダ黄金時代、アムステルダムほか国内の重要な港湾都市への出入りを守ってきた。さらに水深が比較的浅く、沿岸の居住地に安全な漁場も確保できた。しかしながら1876年に北海運河が開通すると航路が短縮され、直接、アムステルダムに入港できるようになる。あるいは乱獲によって湾内の漁獲高が減っていた。19世紀後半に入ると、オランダの人口が著しく増えて、農地と牧草地の需要が大きく高まる。オランダには堀割りを築いて湿地を乾燥した土地にかえる優れた技術があったことから、干拓地事業が進んでいく。
ゾイデル海開発を次の段階に進めようと、1886年に民間の出資でゾイデル協会（Zuiderzee Society）が設立される。果たして干拓事業は経済効果が見込めるかどうか試算が求められ、土木技師のコルネーリス・レーリ（のちの同協会会長）らが加わり、内海の遮断と干拓の設計第1案は1891年に発表した。
水資源管理大臣に就任したレーリは1913年、政府にこの干拓事業を提言するが、最初は巨額の予算が敬遠され、漁業関係者からの圧力もあり廃案になった。ところが1916年の大洪水（英語）と1918年のジャガイモ飢饉（英語）に見舞われると、世論は干拓計画を支持するようになり議会も承認するものの、1927年の着工までさらに9年、待つこととなった。

## 技術情報
- 着工 1927年
- 竣工 1932年

堤防
- 全長 32 km
- 幅 90m
- 高さ 海抜7.25m

ロレンツ複合閘門 （Lorentzsluizen）
- フリースラント州側の閘門と締切水門

ステフィン複合閘門 （Stevinsluizen）
- 北ホラント州側の閘門と締切水門

## 写真

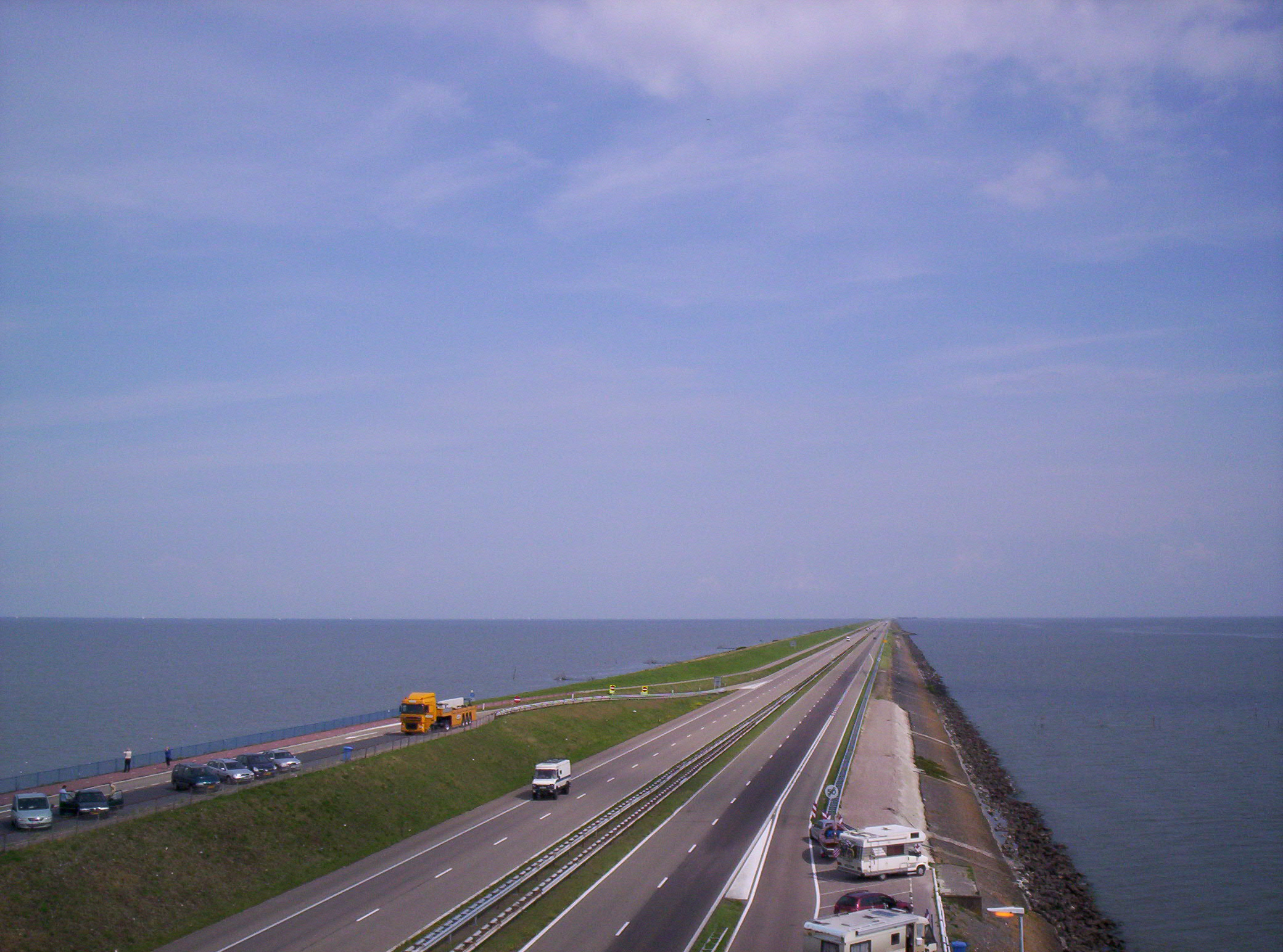
堤防
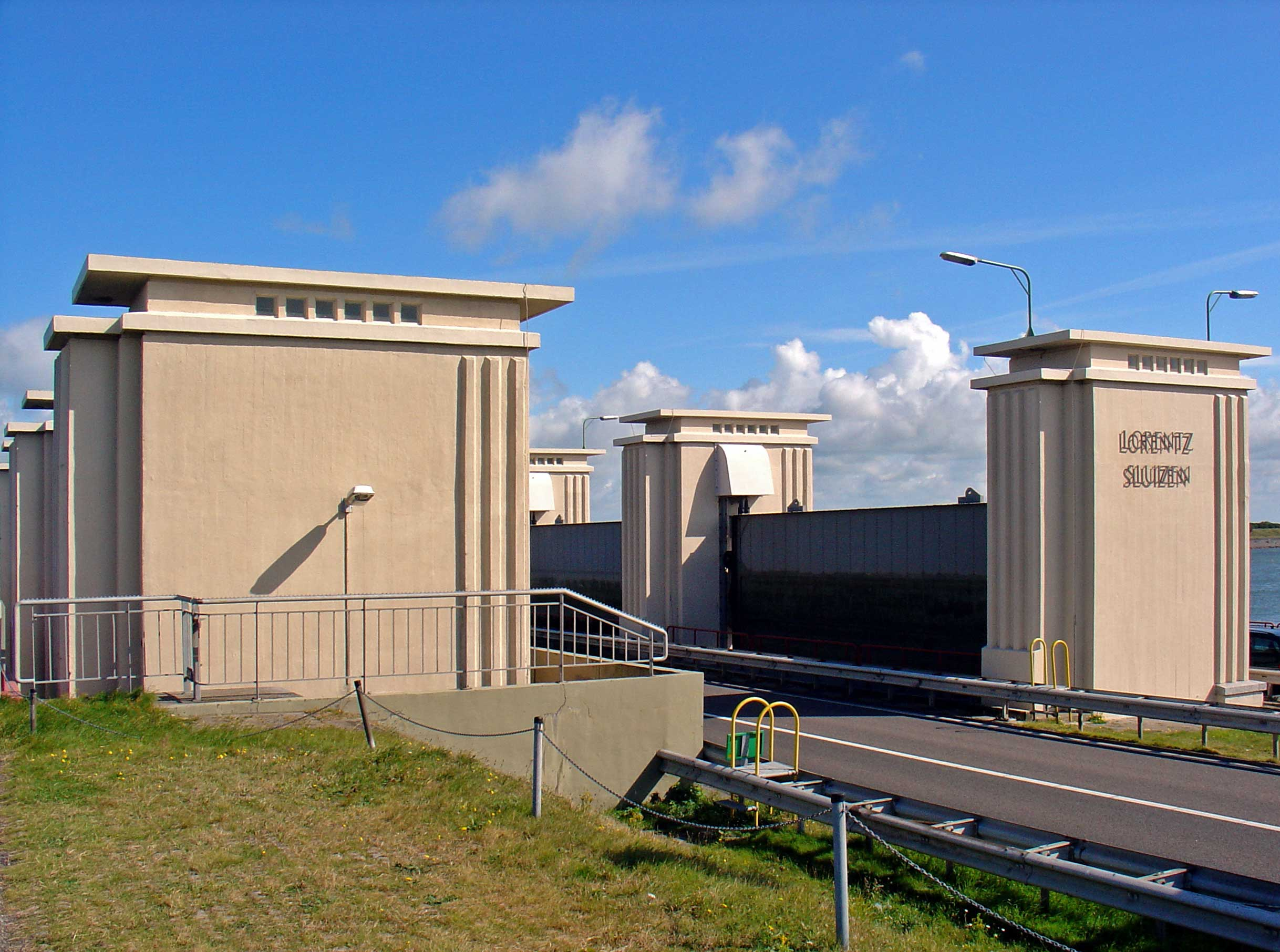
ロレンツ水門
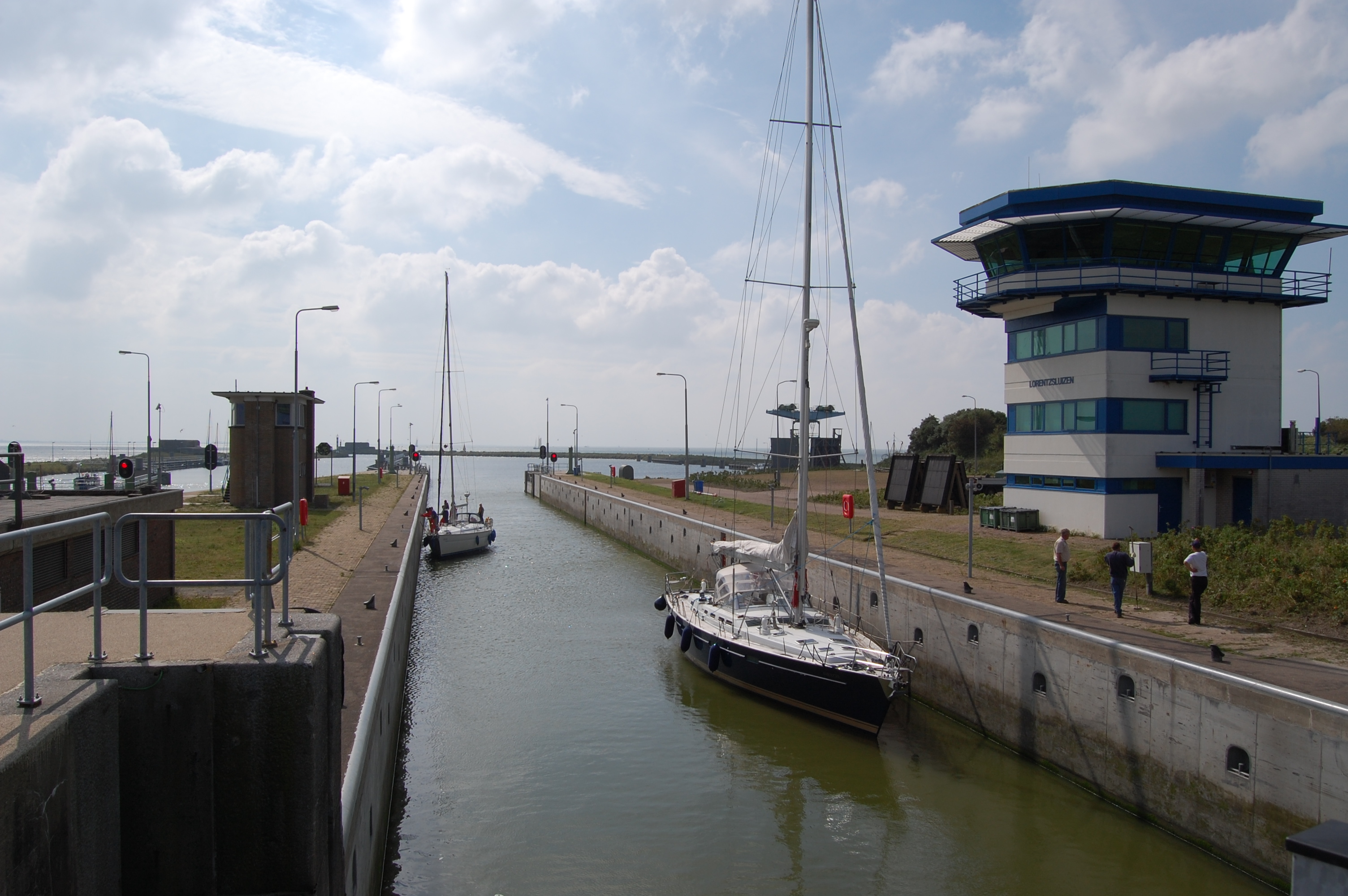
ロレンツ閘門
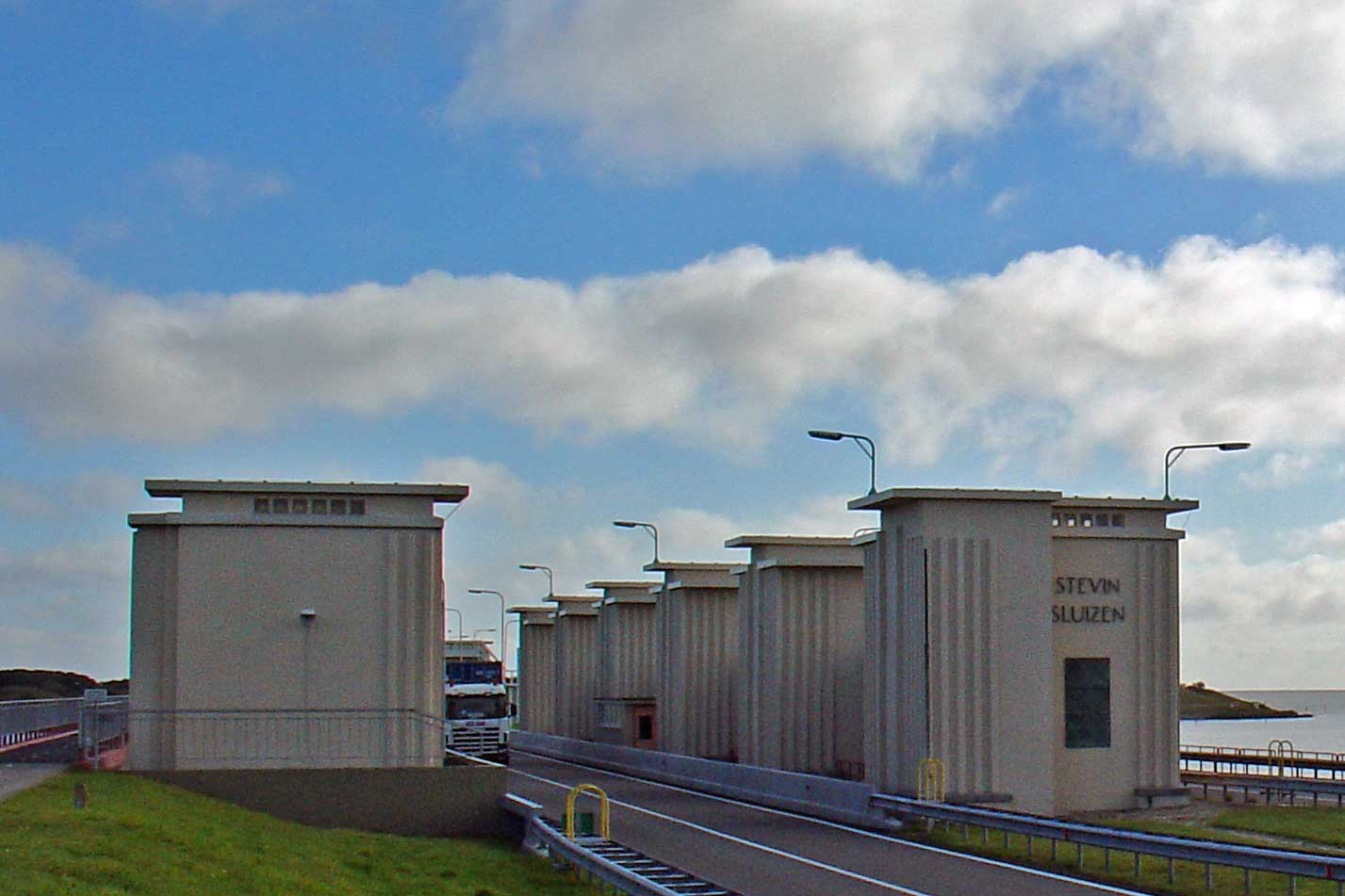
ステフィン水門
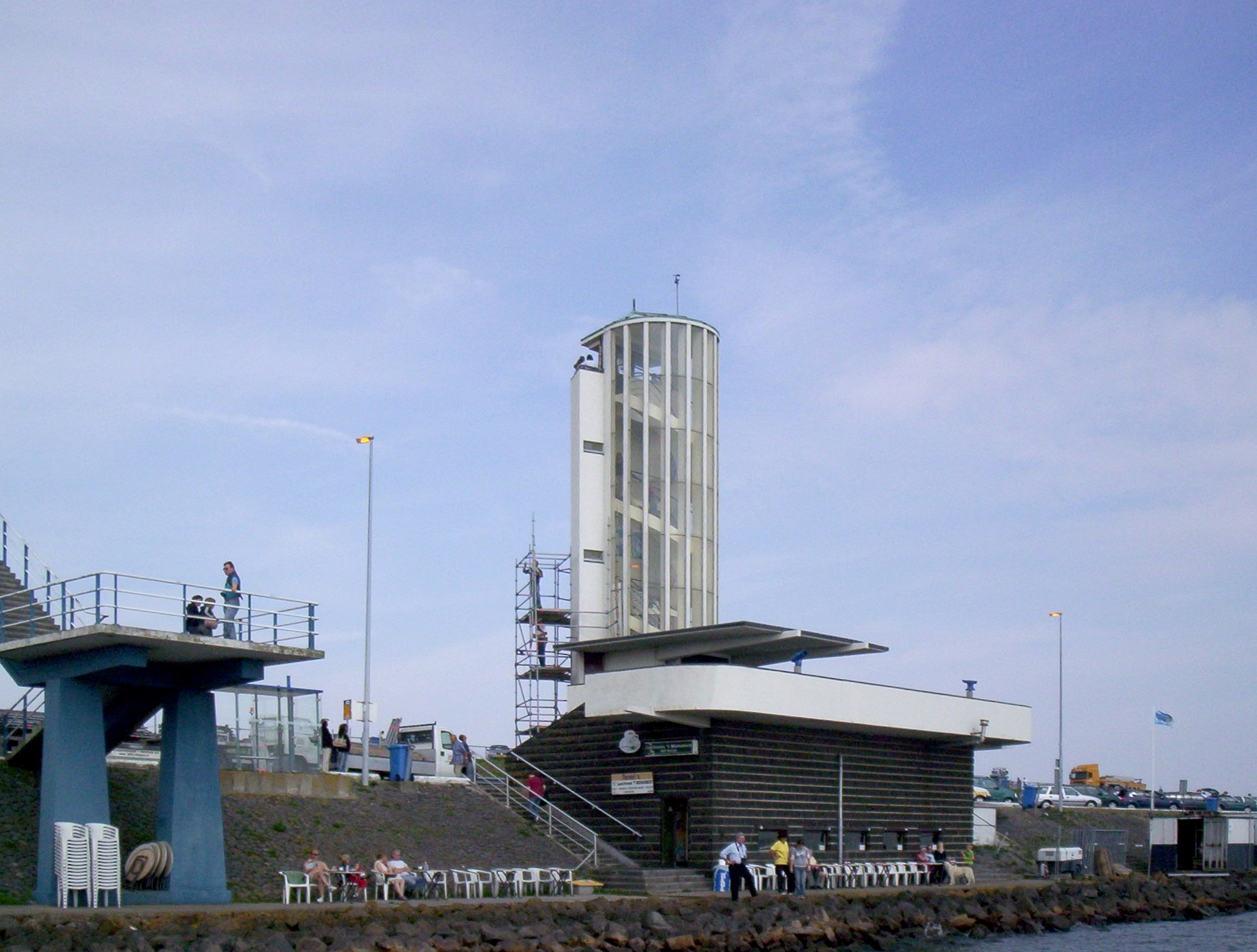
展望台
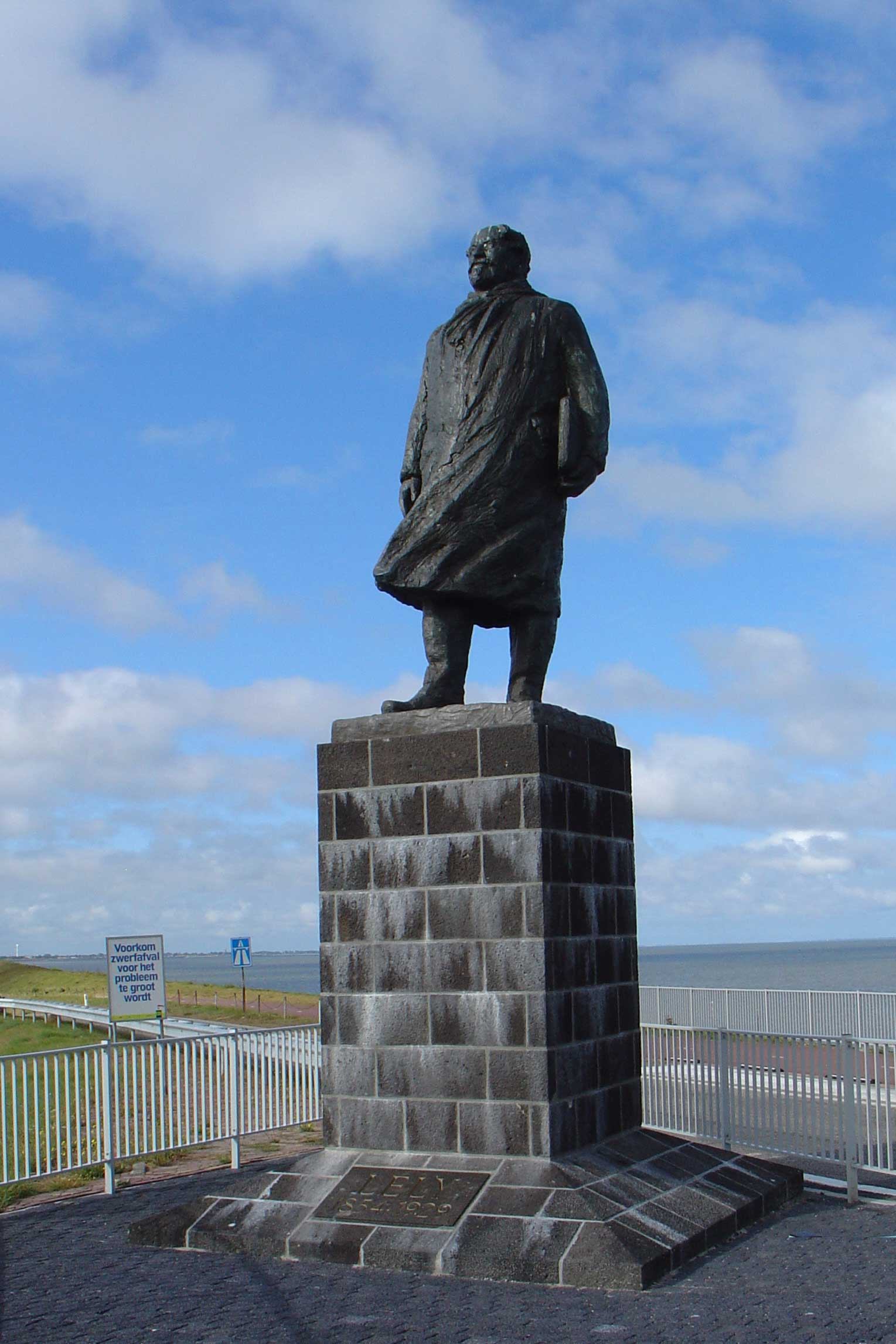
コルネリス・レリーの像

## 交通
道路
締め切り大堤防上には、欧州自動車道路E22/A7が通る。
この道路を使い、車両の制限速度を国内で初めて毎時130 km/h (81 mph) にする実証実験が行われた。
バス
Connexxionバス qliner 350系統 アルクマール 〜 レーワルデン路線。全行程の所要時間は2時間で、運転間隔は1時間に1本である。
最寄りのバス停は、ステフィン複合閘門へは Den Oever Busstation、ロレンツ複合閘門へは Kornwerderzand停留所。展望台に行くには Afsluitdijk Monument停留所を利用する。堤防の端から端まで、全距離を通過するにはおよそ25分掛かる。
鉄道
鉄道路線は敷設されていない。最も近い鉄道駅はAnna Paulowna 南西端側のAnna_Paulowna駅（英語）で、約18km離れている。（バス158系統、658系統で連絡）